# Калифорнийский тритон
Калифорнийский тритон (лат. Taricha torosa) — вид тритонов из рода западноамериканских тритонов (лат. Taricha) отряда хвостатых земноводных.

## Описание
Взрослые животные могут достигать 20 сантиметров в длину (самцы крупнее самок). Цвет тритонов может колебаться от светло-коричневого до тёмно-коричневого. Брюхо имеет желтоватую окраску.

## Ареал
Обитают представители данного вида на юго-западе США: на Калифорнийском побережье и в горах Сьерра-Невада. Предпочитают более сухой климат, чем другие хвостатые амфибии данного региона. Вне брачного сезона скрываются в земляных расщелинах и норах. Во время спаривания (происходящего с декабря по май) перебираются в медленно текущие ручьи и небольшие озерца.

## Питание
Рацион животных состоит из насекомых, слизней, червей, улиток и других мелких беспозвоночных.

## Токсичность
Среди других хвостатых земноводных этот вид выделяется своей токсичностью — кожа животных способна выделять тарихотоксин, идентичный тетродотоксину. Особо ядовиты икринки, где содержание яда может достигать 25 мкг/г (из 100 кг яиц удалось получить 200 мг токсина с активность 300 м.е./кг). Однако токсичность тритонов сугубо пассивная — средств для повреждения кожных покровов противников они не имеют.